# Президентские выборы в Израиле (2007)
Президентские выборы состоялись в Израиле 13 июня 2007 года. Кнессет избрал Шимона Переса, бывшего премьер-министра и члена партии «Кадима». Его оппонентами были Реувен Ривлин, бывший Председатель кнессета от партии «Ликуд», и Колет Авиталь от Израильской партии труда. После того как первый тур голосования вывел Переса вперёд, но ему не хватило абсолютного большинства, необходимого для избрания, Ривлин и Авиталь сняли свои кандидатуры, и Перес легко был избран во втором туре (за Шимона Переса проголосовали 86 депутатов, 23 проголосовали против).
Шимон Перес официально вступил в должность 15 июля 2007 года.